# Safuan Ataf
Safuan Ataf –en árabe, صفوان عطاف– (Kenitra, 9 de marzo de 1984) es un deportista marroquí que compitió en judo. Ganó diez medallas en el Campeonato Africano de Judo entre los años 2001 y 2014.

## Palmarés internacional
| Campeonato Africano | Campeonato Africano          | Campeonato Africano | Campeonato Africano |
| Año                 | Lugar                        | Medalla             | Categoría           |
| ------------------- | ---------------------------- | ------------------- | ------------------- |
| 2001                | Trípoli (Libia)              | Medalla de bronce   | –73 kg              |
| 2002                | El Cairo (Egipto)            | Medalla de bronce   | –81 kg              |
| 2005                | Puerto Elizabeth (Sudáfrica) | Medalla de bronce   | –81 kg              |
| 2008                | Agadir (Marruecos)           | Medalla de oro      | –81 kg              |
| 2009                | Puerto Louis (Mauricio)      | Medalla de oro      | –81 kg              |
| 2010                | Yaundé (Camerún)             | Medalla de oro      | –81 kg              |
| 2011                | Dakar (Senegal)              | Medalla de bronce   | –81 kg              |
| 2012                | Agadir (Marruecos)           | Medalla de oro      | –81 kg              |
| 2013                | Maputo (Mozambique)          | Medalla de oro      | –81 kg              |
| 2014                | Puerto Louis (Mauricio)      | Medalla de oro      | –81 kg              |